# Босси, Марко Энрико
Марко Энрико Босси (итал. Marco Enrico Bossi; 25 апреля 1861, Сало, Ломбардия — 20 февраля 1925) — итальянский композитор и органист. Сын Пьетро Босси (1834—1896), органиста в городке Морбеньо. Старший брат Адольфо Босси, отец Ренцо Босси.

## Биография
Марко Энрико Босси учился сперва у своего отца, затем в 1871—1873 гг. в музыкальном лицее в Болонье у пианиста Джованни Поппи, после чего вместе со старшим братом перешёл в Миланскую консерваторию, где его наставниками были Полибио Фумагалли (орган), Франческо Сангалли (фортепиано), Карло Бонифорти, Чезаре Доминичети и Амилькаре Понкьелли (композиция), брал также уроки скрипки у Антонио Бадзини. В год окончания консерватории написал первую оперу, «Пакита». В 1879—1881 гг. концертировал в Лондоне как органист-виртуоз, в 1881—1890 гг. работал органистом в Комо. В последующие годы продолжал интенсивно гастролировать — в частности, в 1906 и 1912 гг. выступал в Москве.
Руководил Венецианской (1895—1902) и Болонской (1902—1911) консерваториями, музыкальной школой в Риме (1916—1922). Среди учеников Босси были, в частности, Франческо Малипьеро, Мануэль Понсе, Джакомо Бенвенути и Джорджо Федерико Гедини.
Автор месс, двух Реквиемов, симфонических поэм, камерной музыки. Совместно с Джованни Тебальдини написал «Метод изучения современного органа» (итал. Metodo di studio per l'Organo moderno; 1893).
Умер от инсульта, возвращаясь с гастрольного тура по Соединённым Штатам Америки, на борту парохода, направлявшегося из Нью-Йорка во французский город Гавр.